# João de Mendonça Lima
João de Mendonça Lima (Pelotas, 12 de abril de 1886 — 12 de abril de 1965, Petrópolis) foi um general e político brasileiro.
Comandou o Ministério dos Transportes, entre 30 de novembro de 1937 e 31 de outubro de 1945, no governo de Getúlio Vargas.
João de Mendonça Lima nasceu no Rio Grande do Sul, em 12 de abril de 1886, filho de Alcides Mendonça Lima, juiz de direito, e de Leufrieda Martins Lima. Completou os cursos primário e secundário em seu estado natal, e em 1902 ingressou na Escola Militar da Praia Vermelha, no Rio de Janeiro (então Distrito Federal). Com o fechamento dessa academia em 1904 — decorrente do levante militar nela deflagrado junto com a revolta contra a vacinação obrigatória — foi transferido para a Escola de Guerra de Porto Alegre, sendo declarado aspirante em 1908 e promovido dois anos depois a segundo-tenente.
Elevado ao posto de primeiro-tenente em fevereiro de 1918, participou entre abril e novembro desse ano da Primeira Guerra Mundial, integrado às tropas aliadas na Europa. Promovido a capitão em 1922, integrou dois anos depois a Coluna de Operações Sul que combateu os rebeldes paulistas liderados pelo general Isidoro Dias Lopes, o qual, com apoio de diversas unidades do Exército e da Força Pública, tentou derrubar o presidente Artur Bernardes no levante de 5 de julho de 1924. Os revoltosos ocuparam a capital do estado e, depois de resistirem por cerca de um mês, abandonaram a cidade, marchando para o interior paranaense, onde viriam a se juntar com os rebeldes gaúchos, constituindo a Coluna Prestes.
Elevado à patente de major em 1928, Mendonça Lima assumiu no ano seguinte o comando do 1º Batalhão do 13º Regimento de Infantaria, sediado em Ponta Grossa, no estado do Paraná. Promovido a tenente-coronel em agosto de 1930, ocupava a chefia do estado-maior da 5ª Região Militar, sediada em Curitiba, quando eclodiu o movimento revolucionário em outubro. Nessa época, era homem de confiança de Miguel Costa, sob cujas ordens trabalhava, além de amigo e ex-colega de João Neves da Fontoura, dois elementos de vanguarda da revolução. Apesar de não se ter envolvido na conspiração, aderiu aos revoltosos, seguindo para o interior do Paraná. Na localidade de Sengés, nesse estado, Miguel Costa estabeleceu seu quartel-general, tendo Mendonça Lima como chefe do estado-maior. Dali partiram para ocupar Itararé, cidade fronteiriça com São Paulo e dominada pelas forças legalistas do coronel Arnaldo de Sousa Pais de Andrade. O avanço foi muito penoso, sob intenso fustigamento do inimigo. Antes que fosse travado o combate decisivo, porém, chegou a notícia da deposição do presidente Washington Luís, em 24 de outubro de 1930, no Rio de Janeiro, o que provocou a rendição das tropas legalistas.

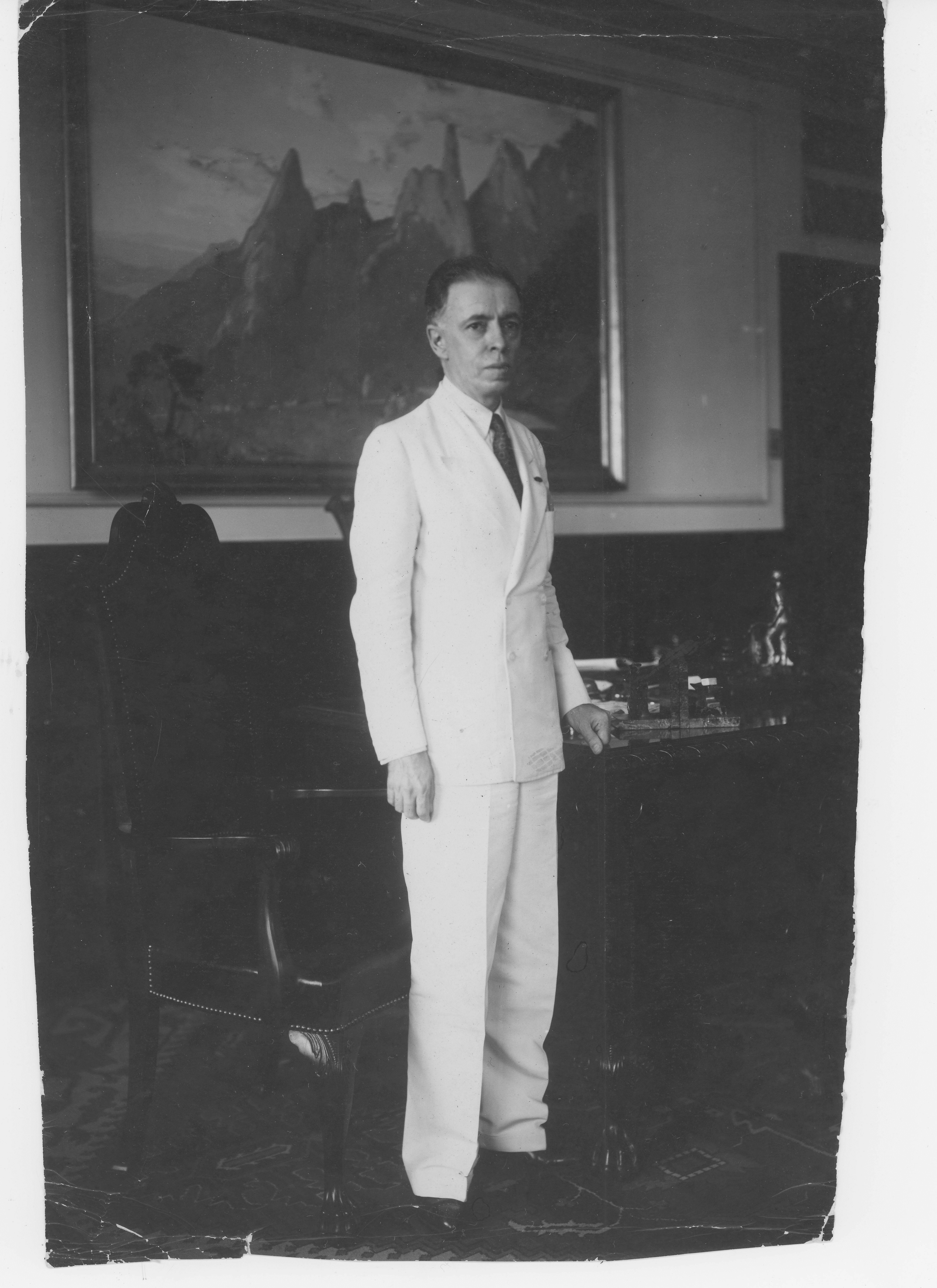

Após a Revolução de 1930, Mendonça Lima instalou-se em São Paulo. Com a vitória de Getúlio Vargas, acirraram-se progressivamente os conflitos entre, de um lado, as dissidências oligárquicas paulistas que aglutinadas em torno do Partido Democrático (PD), haviam participado do movimento, e, de outro, as forças tenentistas, portadoras de um projeto mais radical de transformação política. Para reforçar suas posições no estado, os tenentistas fundaram a Legião Revolucionária, cujo manifesto de lançamento, datado de 12 de novembro de 1930, foi assinado por Mendonça Lima, Miguel Costa e João Alberto Lins de Barros. O documento, intitulado "Manifesto ao Povo", conclamava os paulistas a prosseguirem na revolução vitoriosa em direção à “renovação nacional”, já que o povo se engajara no movimento revolucionário “para se ver livre, de uma vez por todas, dos políticos profissionais”.
Partilhando a liderança da Legião Revolucionária, Mendonça Lima identificava-se com os setores mais radicais de apoio a Getúlio Vargas, chefe do Governo Provisório. Nessa condição, empreendeu numerosos contatos, políticos, mantendo Vargas permanentemente informado sobre o estado de ânimo da população e das tropas. O PD, já contrariado com a nomeação e posse de João Alberto Lins de Barros na interventoria em São Paulo, não encarava com simpatia essa atuação de Mendonça Lima. Manifestação significativa desse desagrado foi a carta escrita em dezembro de 1930 por Paulo de Morais Barros, um dos dirigentes do PD, a Vargas, na qual apontava Mendonça Lima como um dos militares que deveriam ser afastados do estado por estarem “incandescendo o ambiente em São Paulo”.
Os “tenentes”, por sua vez, procuravam consolidar suas posições. À campanha pela convocação da Assembléia Nacional Constituinte, responderam com a realização do "Pacto de Poços de Caldas", firmado em dezembro de 1931 por Juarez Távora, Osvaldo Aranha e Pedro Aurélio de Góis Monteiro, destacados líderes da revolução. O item "c" das resoluções do encontro informava que os signatários, “no que concerne às classes armadas — cuja estrutura e organização geral devem sofrer profundas alterações —, resolvem delegar poderes a oficiais... para tratarem dos interesses da coletividade, com o título de delegados revolucionários...”. Mendonça Lima recebeu a delegação junto à seção mato-grossense da 2ª Região Militar.
Durante a interventoria de Manuel Rabelo, Mendonça Lima foi nomeado secretário de Viação do estado de São Paulo, e a partir de maio de 1932 chefiou o serviço do Estado-Maior do Exército na 2ª RM. O agravamento das tensões entre lideranças políticas paulistas tradicionais, de um lado, e as forças tenentistas e o governo federal, de outro, conduziu à eclosão da Revolução Constitucionalista em julho de 1932. Recusando-se a aderir ao movimento, Mendonça Lima foi preso pelos rebeldes que, entretanto, foram derrotados em outubro.
Em novembro de 1932, foi indicado para o cargo de diretor-geral dos Correios e Telégrafos, e em fevereiro de 1933 foi elevado à patente de coronel. No mês seguinte, por ocasião da campanha para a Assembleia Constituinte, organizou, juntamente com Pedro Ernesto, Góis Monteiro e João Alberto, o Partido Autonomista do Distrito Federal, que pleiteava autonomia política e administrativa para a cidade do Rio de Janeiro, então administrada pelo governo federal.
No Rio, dirigiu a Estrada de Ferro Central do Brasil entre 1933 e 1935, fase decisiva da luta pela solução nacional para a questão do fornecimento de energia elétrica à ferrovia. Apesar das pressões da Light and Power Company, que detinha o monopólio do fornecimento da energia elétrica à região, Mendonça Lima conseguiu concretizar parcialmente um projeto definido em 1933, assinando contrato em 1935 com a Metropolitan Vickers para a implantação da tração elétrica nos trens suburbanos da Central do Brasil. A construção de uma usina geradora em Salto, estado de Minas Gerais, também constante do projeto de 1933, foi, contudo, obstada até a década de 1950. Em sua gestão, foi ainda racionalizado o sistema de tarifas, promovida a renovação do material rodante da ferrovia e iniciada a construção do novo prédio da estação Pedro II, no centro do Rio de Janeiro.
Em dezembro de 1936, quando da demissão do ministro da Guerra general João Gomes, Mendonça Lima encontrava-se no Rio Grande do Sul, onde continuava atuando como peça importante na sustentação de Vargas. Diante da grande repercussão da crise ministerial nesse estado, relacionada com o conflito político entre o presidente Vargas e o governador gaúcho José Antônio Flores da Cunha, foi encarregado de expor ao novo ministro, general Eurico Gaspar Dutra, a situação das tropas em termos de efetivo e material, bem como o quadro político da região, além de solicitar o suprimento das necessidades mais prementes para o aumento da eficiência do Exército.
Em 30 de novembro de 1937, vinte dias depois do golpe que implantou o Estado Novo, Mendonça Lima foi nomeado ministro da Viação e Obras Públicas substituindo João Marques dos Reis. Durante sua gestão, acompanhou as complexas negociações em torno da construção de uma usina siderúrgica no Brasil, que conduziriam à implantação da Companhia Siderúrgica Nacional em Volta Redonda, no estado do Rio de Janeiro. Financiada por agências oficiais dos Estados Unidos, a usina teve seu plano de construção aprovado por Vargas em janeiro de 1941, começando a funcionar em abril de 1946. Sua administração implementou também diversos projetos de fomento à produção nacional de carvão, além da construção da Fábrica Nacional de Motores em Duque de Caxias, de uma fábrica de aviões em Santa Catarina e do novo prédio para o Ministério da Viação, na capital federal. Deixou o cargo em novembro de 1945, com o fim do Estado Novo.
Durante o período em que esteve à frente do ministério, foi promovido a general-de-brigada (agosto de 1938) e a general-de-divisão (janeiro de 1945). Em dezembro de 1945, assumiu a chefia da 9ª Região Militar, sediada em Mato Grosso, posto em que permaneceu até fevereiro do ano seguinte. Passou para a reserva em abril de 1946, presidindo, desse ano até 1951, o Instituto de Resseguros do Brasil. Faleceu em Petrópolis, no dia 12 de abril de 1965.